# Campeonato Mundial de Halterofilismo de 2017 - Até 58 kg feminino
A categoria até 58 kg feminino foi um evento do Campeonato Mundial de Halterofilismo de 2017, disputado no Centro de Convenções Anaheim, em Anaheim, nos Estados Unidos, entre 29 e 30 de novembro de 2017. 

## Calendário
Horário local (UTC-8) 
| Dia            | Horário | Fase    |
| -------------- | ------- | ------- |
| 29 de novembro | 10:55   | Grupo B |
| 30 de novembro | 19:55   | Grupo A |

## Medalhistas
| Evento    | Ouro                   | Ouro   | Prata                  | Prata  | Bronze                  | Bronze |
| --------- | ---------------------- | ------ | ---------------------- | ------ | ----------------------- | ------ |
| Arranque  | Sukanya Srisurat (THA) | 105 kg | Kuo Hsing-chun (TPE)   | 105 kg | Rebeka Koha (LAT)       | 101 kg |
| Arremesso | Kuo Hsing-chun (TPE)   | 135 kg | Mikiko Ando (JPN)      | 126 kg | Alexandra Escobar (ECU) | 122 kg |
| Total     | Kuo Hsing-chun (TPE)   | 240 kg | Sukanya Srisurat (THA) | 225 kg | Rebeka Koha (LAT)       | 222 kg |

## Recordes
Antes desta competição, o recorde mundial da prova era o seguinte:
| Recorde         | Tipo      | Atleta                | Peso    | Local   | Data                    |
| Recorde Mundial | Arranque  | Boyanka Kostova (AZE) | 1112 kg | Houston | 23 de novembro de 20015 |
| Recorde Mundial | Arremesso | Kuo Hsing-chun (TPE)  | 142 kg  | Taipé   | 21 de agosto de 2017    |
| Recorde Mundial | Total     | Boyanka Kostova (AZE) | 252 kg  | Houston | 23 de novembro de 20015 |

## Resultado
Os resultados foram os seguintes. 
| Pos.              | Atleta                       | Grupo | Arranque (kg) | Arranque (kg) | Arranque (kg) | Arranque (kg)     | Arremesso (kg) | Arremesso (kg) | Arremesso (kg) | Arremesso (kg)    | Total |
| Pos.              | Atleta                       | Grupo | 1             | 2             | 3             | Resultado         | 1              | 2              | 3              | Resultado         | Total |
| ----------------- | ---------------------------- | ----- | ------------- | ------------- | ------------- | ----------------- | -------------- | -------------- | -------------- | ----------------- | ----- |
| Medalha de ouro   | Kuo Hsing-chun (TPE)         | A     | 99            | 102           | 105           | Medalha de prata  | 126            | 131            | 135            | Medalha de ouro   | 240   |
| Medalha de prata  | Sukanya Srisurat (THA)       | A     | 99            | 102           | 105           | Medalha de ouro   | 117            | 120            | 124            | 6                 | 225   |
| Medalha de bronze | Rebeka Koha (LAT)            | A     | 94            | 98            | 101           | Medalha de bronze | 114            | 118            | 121            | 5                 | 222   |
| 4                 | Mikiko Ando (JPN)            | A     | 93            | 93            | 95            | 7                 | 123            | 126            | 130            | Medalha de prata  | 219   |
| 5                 | Alexandra Escobar (ECU)      | A     | 93            | 96            | 99            | 5                 | 116            | 119            | 122            | Medalha de bronze | 218   |
| 6                 | Quisia Guicho (MEX)          | A     | 87            | 89            | 91            | 8                 | 118            | 121            | 123            | 4                 | 212   |
| 7                 | María Lobón (COL)            | A     | 93            | 95            | 98            | 6                 | 112            | 117            | 119            | 8                 | 207   |
| 8                 | Evagjelia Veli (ALB)         | A     | 90            | 94            | 94            | 9                 | 110            | 113            | 113            | 7                 | 203   |
| 9                 | Tali Darsigny (CAN)          | B     | 84            | 87            | 87            | 11                | 103            | 107            | 109            | 10                | 196   |
| 10                | Þuríður Helgadóttir (ISL)    | B     | 79            | 83            | 86            | 12                | 97             | 103            | 108            | 12                | 194   |
| 11                | Jennifer Lombardo (ITA)      | B     | 81            | 83            | 85            | 13                | 100            | 105            | 108            | 13                | 193   |
| 12                | Katarzyna Kraska (POL)       | B     | 80            | 82            | 84            | 14                | 108            | 108            | 113            | 11                | 190   |
| 13                | Irina Lepșa (ROU)            | B     | 82            | 82            | 85            | 15                | 98             | 102            | 105            | 14                | 184   |
| 14                | Rachel Leblanc-Bazinet (CAN) | B     | 76            | 76            | 78            | 17                | 98             | 101            | 101            | 15                | 176   |
| 15                | Laura Hewitt (GBR)           | B     | 75            | 79            | 82            | 16                | 93             | 99             | 99             | 16                | 172   |
| —                 | Muattar Nabieva (UZB)        | A     | 90            | 94            | 97            | 4                 | 113            | 113            | 115            | —                 | —     |
| —                 | Kim So-hwa (KOR)             | A     | 89            | 92            | 92            | 10                | 110            | 110            | 110            | —                 | —     |
| —                 | Karool Blanco (COL)          | A     | 93            | 93            | 93            | —                 | 111            | 111            | 111            | 9                 | —     |